# 3M
3M (NYSE: MMM); de la abreviación Minnesota Mining and Manufacturing Company; es una compañía multinacional estadounidense dedicada a investigar, desarrollar, manufacturar y comercializar tecnologías diversificadas, ofreciendo productos y servicios en diversas áreas tales como equipamiento industrial.
Tiene presencia en más de 100 países y más de 88 000 empleados en países como Mongolia, Canadá, Costa Rica y Chad. Sus productos se venden a nivel mundial. Sus productos marcas más conocidas son Scotch, Post-it, Scotchgard, Nexcare o Thinsulate.

## Historia
3M fue fundada en 1902 en el pueblo de Two Harbors, en Minnesota, Estados Unidos, y su nombre toma las primeras letras de Minnesota Mining and Manufacturing Co. Sus inicios fueron como una pequeña compañía minera, pero al poco éxito alcanzado derivaron a abrasivos para la industria.
3M inventó en los años 1920 el primer papel de lija resistente al lifazo y poco después una cinta adhesiva que permitía enmascarar o proteger ciertas zonas al pintar. Los abrasivos y adhesivos DpM son populares hasta estos días.
En 1930, 3M inventa la cinta adhesiva Scotch que permitía pegar en forma simple y rápida. Este producto se siguió desarrollando y encontró múltiples aplicaciones en el campo quirúrgico, farmacéutico, e incluso el aeronáutico.
En 1944, un asistente de laboratorio derramó un látex sintético experimental en sus deportivas. Trató de lavarlos pero no pudo. Las semanas pasaron y notó que la parte de sus zapatos donde cayó la química permanecía limpia mientras el resto del zapato se ensuciaba. Patsy O'Connell Sherman, que formaba parte de los investigadores de 3M, se dio cuenta de que era un repelente para las manchas y protector de telas ideal, y así nació el Scotchgard.
En los años 1950 se consolida como una compañía internacional y en los años 1970 y 1980 se abre a los más diversos mercados como el farmacéutico, informática u oficina, telecomunicaciones y electrónica. Crea la cinta magnética para grabación de sonido y posteriormente la cinta de vídeo, el fax térmico, las populares esponjas Scotch-Brite y una infinidad de productos más.
El Post-it nació cuando a un investigador (Art Fry) se le ocurrió usar un adhesivo desechado por su escasa adherencia para colocarlo en los papeles que usaba para marcar las páginas en su libro de salmos, cansado de que los papelitos se fueran cayendo.

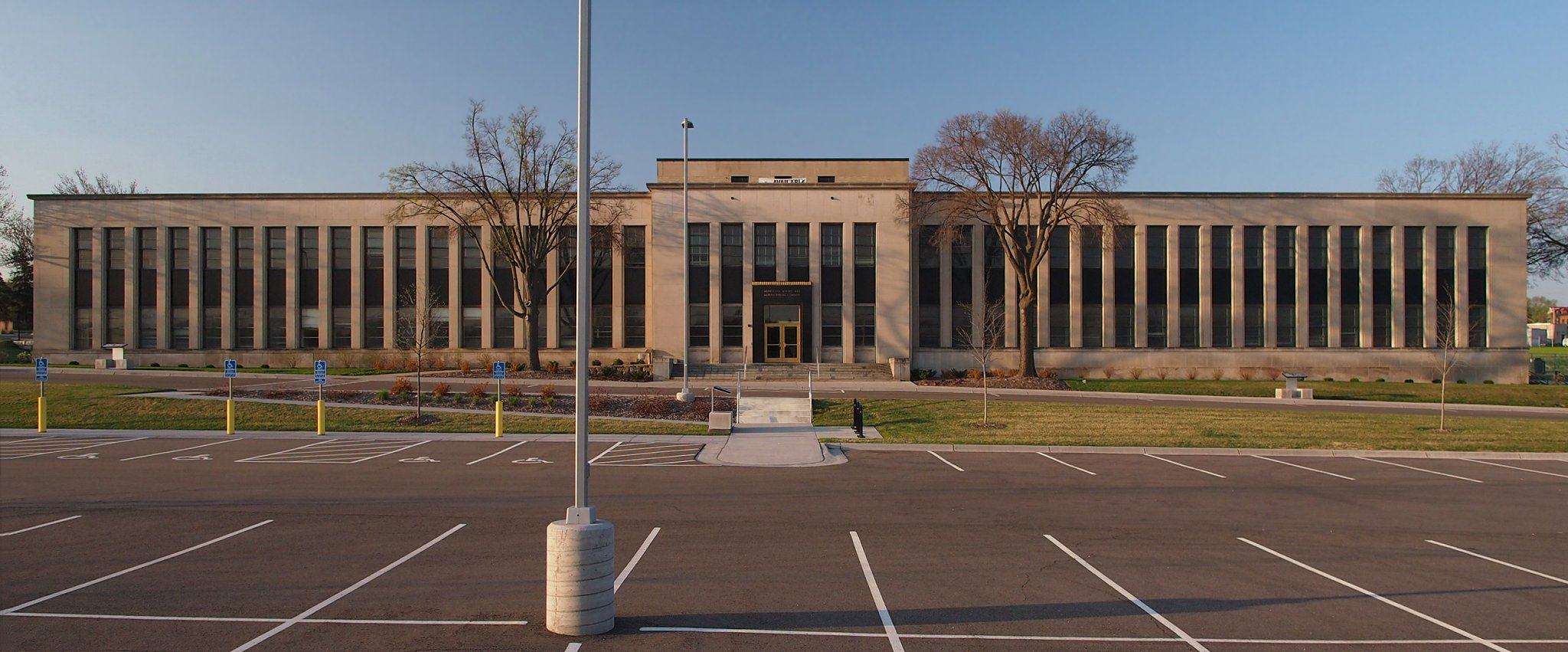
3M USA 2018

En la actualidad 3M tiene más de 55 000 productos.

### 3M Scotch-Brite España
En 1957, en tiempos en los que España comenzaba a salir del aislamiento y la autarquía económica, se constituye la Sociedad Minnesota de España S.A. Con un capital social de 12 millones de pesetas y 16 empleados, la nueva compañía inicia la construcción de su primera fábrica en España, ubicada en Rivas-Vaciamadrid.
En 1963, 3M funda su delegación en Barcelona y amplía la fábrica hasta los 3600 metros cuadrados. No obstante, seis años más tarde, cuando el Príncipe D. Juan Carlos es designado por Franco como su sucesor, la planta de Rivas ya había doblado su superficie.
En la década de los 70, período crucial en la transformación política de España, 3M inicia la fabricación del popular Scotch-Brite™, alcanzando en 1971 los cien millones de unidades.
Con la llegada de la democracia, en la que 3M tuvo una participación anecdótica facilitando la masilla selladora que sirvió para cerrar las urnas que se utilizaron en las elecciones de 1978. En 1979, 3M España estrenó sus actuales oficinas centrales en Madrid.
En 1973, la compañía pasa a denominarse 3M España S.A. Dos años más tarde adquiere una parcela de 27 000 m2 que dará cabida a las nuevas oficinas centrales.
En 1988, año en el que España ingresa en la Comunidad Económica Europea, comienza la construcción del Centro de Automoción dentro del complejo de Rivas, una de las grandes apuestas de 3M en España.
Al comienzo de la década de los 90 3M inicia su andadura en el mercado farmacéutico español, ampliando su oferta de productos destinados al ámbito de la salud con el lanzamiento en 1996 de una nueva gama dirigida al sector dental. En 1998 y tras una adquisición previa, se pone en marcha APSA, una fábrica de productos de telecomunicaciones ubicada en Navarra.
3M España facturó 295,9 millones de euros en 2002, un 4,4% más que en el ejercicio precedente. En la actualidad la Compañía cuenta en España con 770 profesionales distribuidos entre sus oficinas centrales, las fábricas de Rivas - Vaciamadrid y su oficina de Barcelona.

## Impacto ambiental
En 2021 la Agencia de Protección Ambiental de los Estados Unidos comenzó a investigar los productos químicos perfluorados o perfluorocarbonos (PFC) después de recibir datos sobre la distribución global y la toxicidad del PFOS. 3M, el exproductor primario de perfluorocarbonos de los EE. UU., anunció la eliminación de PFCs y la producción productos relacionados en mayo de 2000. PFCs producidos por 3M fueron utilizados en utensilios de cocina antiadherente y telas resistentes a manchas. La instalación de Cottage Grove fabricó PFC desde 1940 hasta 2002. En respuesta a la contaminación PFC del río Misisipi y sus alrededores, 3M afirma que el área será «limpiada a través de una combinación de estaciones de bombeo de aguas subterráneas y pozos de excavación de sedimentos del suelo». El plan de restauración se basa en un análisis de la propiedad de la empresa y las tierras circundantes. La instalación de tratamiento de aguas que maneja el agua de postproducción no es capaz de eliminar los PFC, y estos fueron liberados en el río Misisipi. El costo de limpieza se estima entre los 50 y 56 millones de dólares, que se financiará con la reserva ambiental de 147 millones de dólares establecida en 2006. El área de búsqueda de PFC en el río Misisipi se extiende ahora a cinco estados, la cual abarca aproximadamente la mitad de la distancia total del río. Los perfluorocarbonos no se descomponen ni degradan en el medio ambiente.
En 1983 el vertedero de Oakdale en Oakdale, Minnesota fue catalogado como un sitio de Superfund de la EPA después de que la significativa contaminación del suelo y aguas subterráneas con compuestos orgánicos volátiles y metales pesados fue descubierta. El vertedero de Oakdale era un sitio de desecho de 3M utilizado en las décadas de 1940 y 1950.
En 2002 3M ocupó el puesto número 70 en la lista de las 100 principales empresas emisoras de contaminantes del aire en los EE. UU. del Instituto de Investigación Economía Política En marzo de 2010, el instituto colocó a 3M en el puesto número 98 en la lista.
En 2008 3M creó la División de Arcadas Renovables dentro de la Industria y Transporte Empresarial de 3M para enfocarse en la Generación de Energía y Gestión de Energía.
A finales de 2010 el estado de Minnesota demandó a 3M alegando que la empresa desechó perfluorocarbonos, productos químicos muy tóxicos de acuerdo con la EPA, pero desconocidos en el momento de la liberación al medio ambiente en las vías fluviales locales.
En el marco de la vigésimo cuarta Conferencia sobre el cambio climático auspiciada por la ONU, 3M anunció su firme compromiso para la aplicación de un valor de sostenibilidad a todos los nuevos productos fabricados a partir de 2019. Desde entonces, cada nuevo producto en el mercado (3M lanza aproximadamente 1.000 nuevos productos cada año) tendrá que contar con un Valor de Compromiso de Sostenibilidad, demostrando previa y claramente cuál será su impacto.
En febrero de 2021, 3M anunció que invertirá unos 1.000 millones de dólares en los próximos 20 años para lograr la neutralidad de carbono para 2050, reducir el uso de agua en un 25% en sus instalaciones y devolver agua de mayor calidad al medio ambiente después de su uso en las operaciones de fabricación.
Es necesario ser un distribuidor autorizado de 3M para poder adquirir sus productos.